# Jako (canção)
"Jako" (em arménio: Ժակո) é uma canção do duo franco-arménio de world music Ladaniva. A música foi originalmente lançada a 29 de setembro de 2023 no álbum autointitulado de estreia da dupla como uma faixa. A canção representou a Arménia no Festival Eurovisão da Canção de 2024.
A canção atuou na 2ª semifinal, tendo sido apurada para a grande final onde ficou no 8.º lugar com 183 pontos.

## Festival Eurovisão da Canção 2024

### Seleção interna
A entrada da Arménia no Festival Eurovisão da Canção 2024 foi selecionada internamente pela ARMTV. Em Janeiro de 2024, a dupla foi anunciada como selecionada pela comunicação social locais e internacionais. A 9 de Março de 2024, a emissora confirmou oficialmente a dupla como a participante arménia no concurso de 2024, tendo a entrada, «Jako», sido revelada a 13 de Março.

### Eurovisão 2024
O Festival Eurovisão da Canção de 2024 terá lugar na Malmö Arena, em Malmo, na Suécia, e consistirá em duas semifinais, realizadas nas datas respectivas de 7 e 9 de Maio, e na final, a 11 de Maio de 2024. Todas as nações, com exceção do país anfitrião e dos «Big Five» (França, Alemanha, Itália, Espanha e Reino Unido), têm de se qualificar numa das duas semi-finais para disputar a final; os dez melhores países de cada semi-final passarão à final. A 30 de Janeiro de 2024, foi realizado um sorteio para determinar em qual das duas semi-finais, bem como em que metade do espetáculo, cada país se apresentará; a União Europeia de Radiodifusão (UER) dividiu os países concorrentes em diferentes potes com base nos padrões de votação de concursos anteriores, com países com históricos de votação favoráveis colocados no mesmo pote. A Arménia deveria ter actuado na primeira parte da segunda semi-final. Armenia was scheduled to perform on the first half of the second semi-final.